# Trichoniscus verhoeffii
Trichoniscus verhoeffii là một loài chân đều trong họ Trichoniscidae. Loài này được Dahl miêu tả khoa học năm 1919.